# IC 1748
IC 1748 ist eine Balken-Spiralgalaxie vom Hubble-Typ SBbc im Sternbild Widder auf der Ekliptik. Sie ist schätzungsweise 511 Millionen Lichtjahre von der Milchstraße entfernt und hat einen Durchmesser von etwa 150.000 Lj.
Im selben Himmelsareal befindet sich u. a. die Galaxie NGC 711.
Das Objekt wurde am 2. November 1899 von Johann Palisa entdeckt.